# Espinho Challenger 2000
L'Espinho Challenger 2000 è stato un torneo di tennis facente parte della categoria ATP Challenger Series nell'ambito dell'ATP Challenger Series 2000. Il torneo si è giocato a Espinho in Portogallo dal 12 al 18 giugno 2000 su campi in terra rossa.

## Vincitori

### Singolare
Tommy Robredo ha battuto in finale  Jimy Szymanski con il punteggio di 6–4, 6–2

### Doppio
Emanuel Couto /  Bernardo Mota hanno battuto in finale  Nuno Marques /  João Cunha e Silva con il punteggio di 4–6, 7–5, 7–6(4)